# Tuamasaga
Tuamasaga Szamoa 11 legmagasabb szintű közigazgatási egységének, itūmālō-jának egyike. A körzet Upolu szigetének középső részét foglalja magába, keletről Atua, nyugatról A'ana, valamint Gaga'emauga körzet egyik exklávéja határolja. 479 km²-es területével a második legnagyobb adminisztratív egység az országban, míg 95 907 fős lakosságát tekintve a legnagyobb Szamoán.

## Földrajz
Tuamasaga legnépesebb települése a szamoai főváros, Apia, azonban a körzet adminisztrációjának központja a hagyományos törzsi székhely, Afega. Az itūmālō lakosságának legnagyobb része az északi és a déli tengerparton lakik, míg a belső, hegyvidéki jellegű szárazföldi területet sűrű esőerdő borítja. A két partvidéket országút kapcsolja össze, a Cross Island Road. A legmagasabb hegy a legmagasabb upolui csúcs, a Mount Fiamona.  Tuamasaga kilenc kisebb választókerületre oszlik, a szamoai politikai rendszer alapján a falusi hagyományos vezetők, a matai-k indulhatnak a parlamenti választásokon a képviselői helyekért. A kilenc tuamasagai választókerület:
| 1 | Gaga'emauga I    |
| 2 | Sagaga Le Usoga  |
| 3 | Sagaga le Falefa |
| 4 | Faleata East     |
| 5 | Faleata West     |
| 6 | Vaimauga East    |
| 7 | Vaimauga West    |
| 8 | Safata           |
| 9 | Siumu            |

## Népesség
Tuamasaga népességének változása 1991 és 2016 között: 
| Év   | Népesség |
| ---- | -------- |
| 1991 | 68 074   |
| 2001 | 83 191   |
| 2006 | 85 112   |
| 2011 | 89 582   |
| 2016 | 95 907   |

## Történelem és politika
A Tuamasagában végzett régészeti föltárások földsáncokat és más maradványokat tártak fel a polinéz letelepülés legkorábbi időszakából az északi parton fekvő Vailele faluban, Apiától keletre. A szamoai közigazgatási körzetek, így Tuamasaga is már jóval az európaiak érkezése előtt önálló politikai egységnek számított. A körzet legfontosabb hagyományos tisztsége a Malietoa cím. A a nagy politikai hatalommal rendelkező személyt a Malie-tanács kilenc vezető bölcse választja ki. A Malietoa cím birtokosa Szamoa egyik legnagyobb rangú nemese az Apolima-szoros szigeteit uraló Aiga-i-le-Tai, a Savai'i-t irányító Fa'asaleleaga és az Upolu nyugati része fölött uralkodó Aiga SaMalietoa mellett.

## Galéria

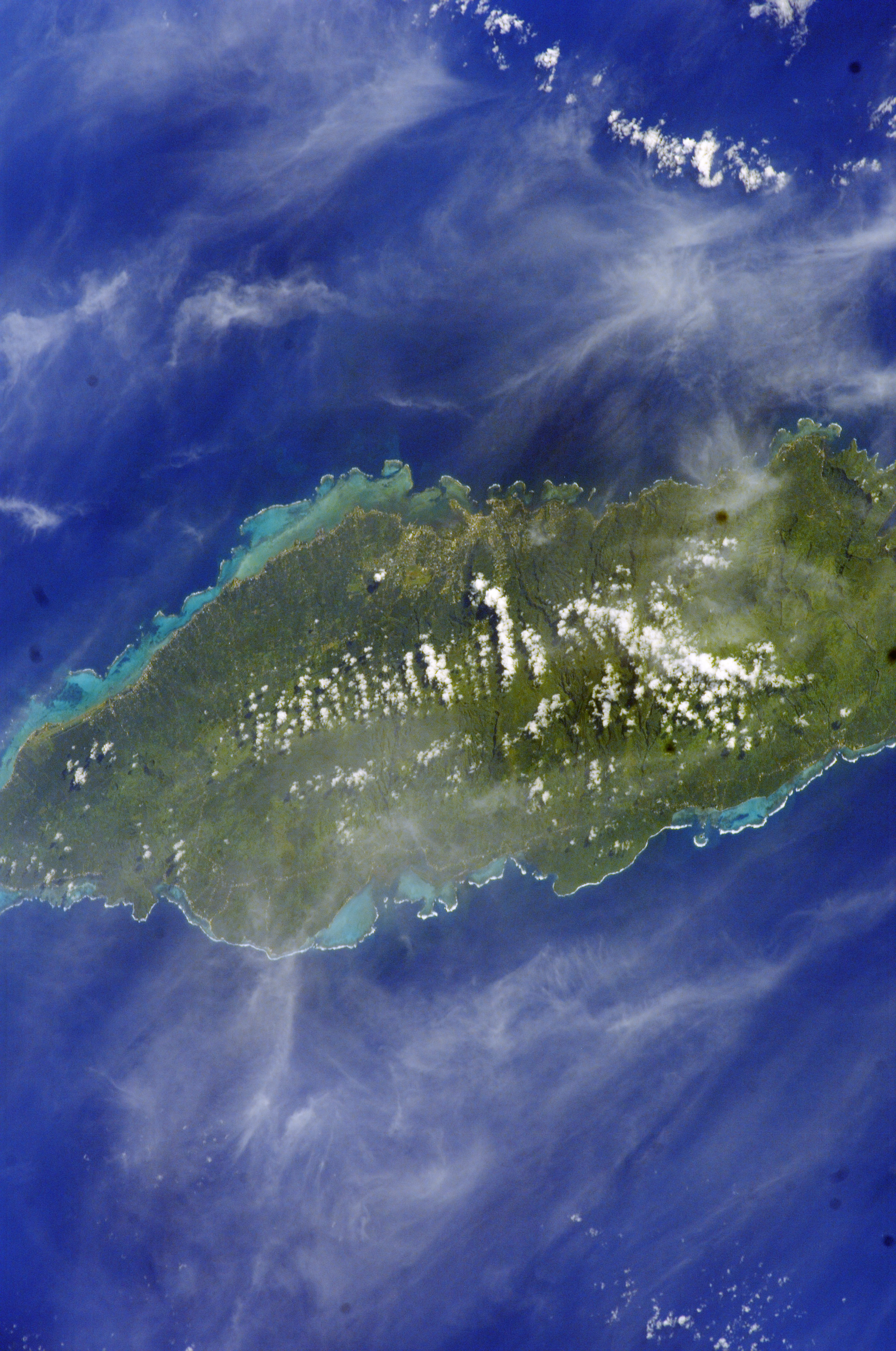
A körzet műholdfelvételen
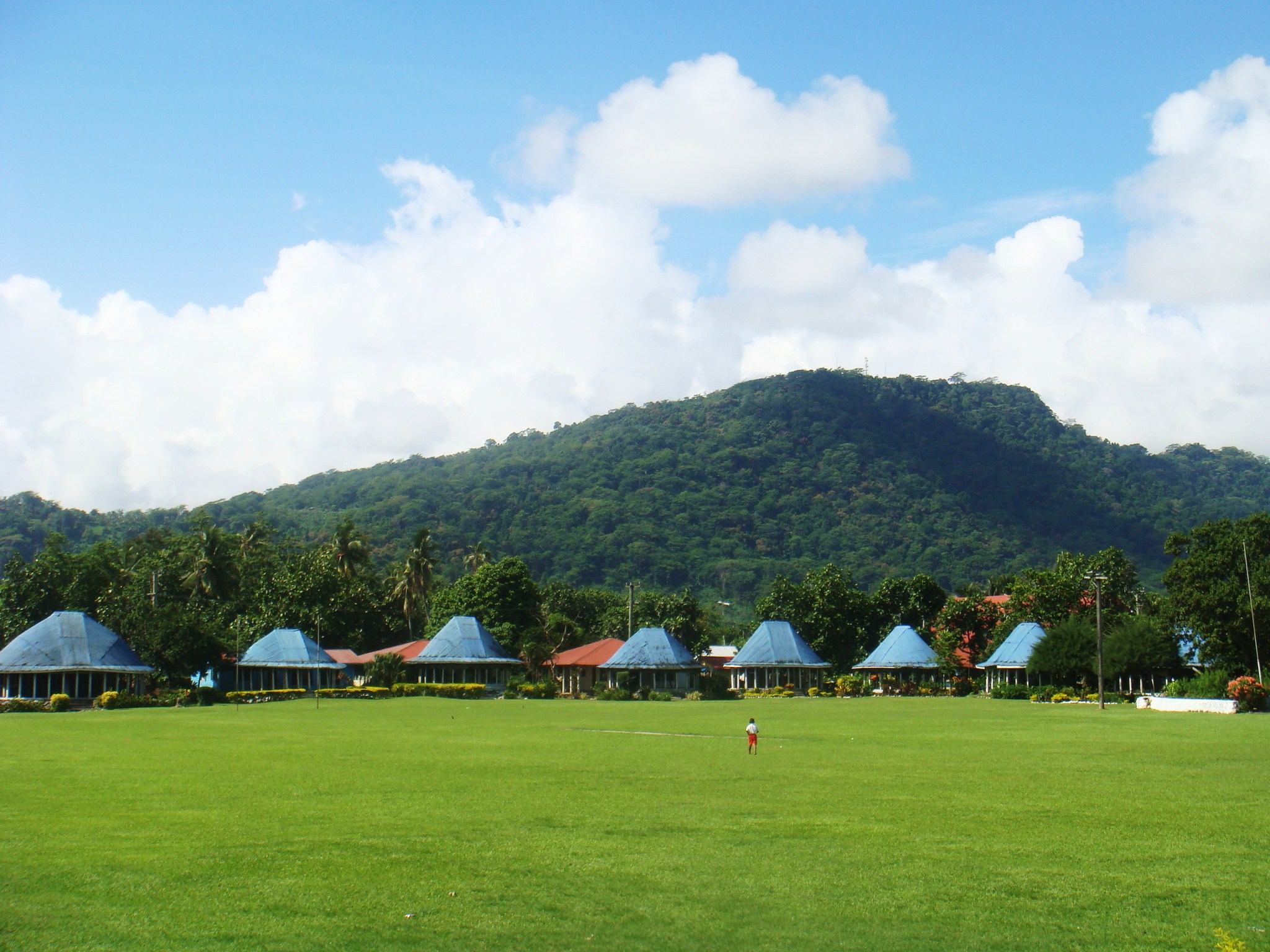
A Mt Vaea Apiától délre
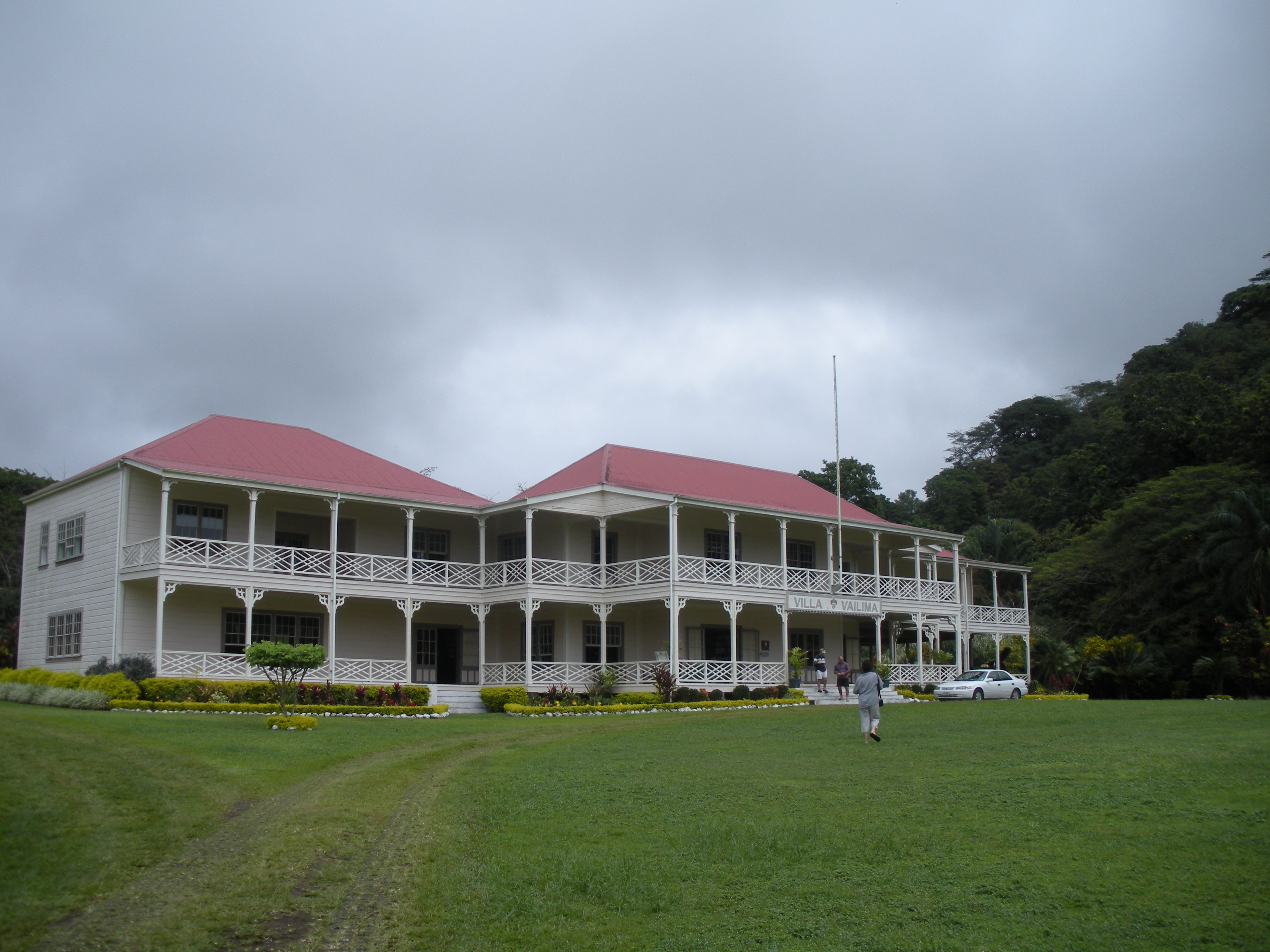
Robert Louis Stevenson skót regényíró villája Vailimában.
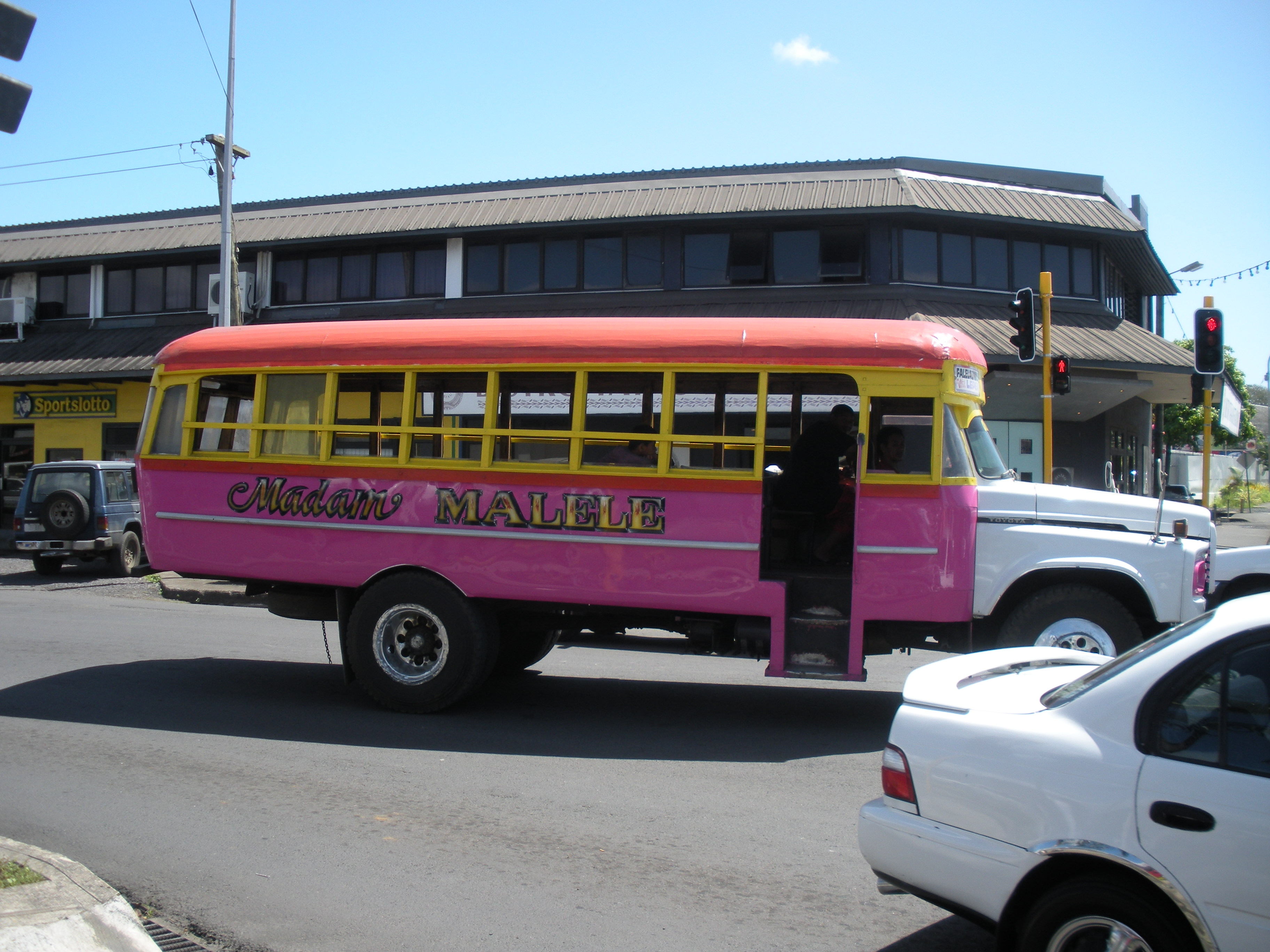
Autóbusz Apiában